# جوديث ووكر تايلور
جوديث ووكر تايلور (بالإنجليزية: Judy Norton Taylor)‏ (و. 1958  م) هي ممثلة، وممثلة تلفزيونية أمريكية، ولدت في سانتا مونيكا، كاليفورنيا.

## وصلات خارجية
- جوديث ووكر تايلور على موقع IMDb (الإنجليزية)
- جوديث ووكر تايلور على موقع أول موفي (الإنجليزية)
- جوديث ووكر تايلور على موقع إن إن دي بي (الإنجليزية)
- جوديث ووكر تايلور على موقع قاعدة بيانات الفيلم (الإنجليزية)